# Ovenna heringi
Ovenna heringi là một loài bướm đêm thuộc phân họ Arctiinae, họ Erebidae.